# Андерсон, Джесса
Джессика Николь «Джесса» Андерсон (англ. Jessica Nicole "Jessa" Anderson, урожд. под фамилией Фауш (англ. Fausch); 4 сентября 1985) — американская исполнительница современной христианской музыки. В 2011 году Андерсон выпустила альбом Not Myself Anymore, ставший первым студийным альбомом, выпущенным на лейбле BEC Recordings. В 2014 году Андерсон на независимом лейбле выпустила альбом Whole.

## Биография и личная жизнь
Джессика Николь Фауш родилась 4 сентября 1985 года в семье Тимоти Алана и Деборы «Дебры» Линн Фауш (урожд. Макмэхан). Выросле в Трое и Рошестере, штат Мичиган. Имеет младшего брата Кори Александра Фауша. Во время гастролей вместе со своей группой из Cedarville University она познакомилась со своим будущим мужем Джорданом Майклом Андерсоном, и вскоре после этого перевелась в Belmont University, в Нэшвилл, Теннесси, чтобы быть поближе к нему и с целью продолжить музыкальную карьеру. Сам Джордан также является музыкантом и вырос в Де-Мойне, в Айове.
14 августа 2005 года Фауш вышла замуж за Андерсона и взяла себе его фамилию. В настоящее время у них есть дочь Лорелей Джейд, родившаяся 3 августа 2010 года. Также у них имеется сын Джаггер Пейн, родившийся 10 марта 2013 года. Вместе они все проживают в Нэшвилле. С 2011 года Андерсон посещает нэшвилльскую церковь The Axis Church, где лидером поклонения является её муж Джордан.

## Дискография

### Альбомы
| Год  | История релиза                                                                                            | Высшая позиция в чартах |
| Год  | История релиза                                                                                            | US Christian            |
| ---- | --- | ----------------------- |
| 2008 | Fundamentally Broken - Выпущен: 16 июля 2008 - Лейбл: Независимый - Формат: CD, цифровая дистрибуция      | —                       |
| 2011 | Not Myself Anymore - Выпущен: 13 сентября 2011 - Лейбл: BEC Recordings - Format: CD, цифровая дистрибуция | —                       |
| 2014 | Whole - Выпущен: 8 апреля 2014 - Лейбл: Crash Records (независимый) - Формат: CD, цифровая дистрибуция    | —                       |

### Синглы
| Год  | Название             | Позиция в чартах   | Позиция в чартах | Позиция в чартах   | Альбом             |
| Год  | Название             | US Christian Songs | US Soft AC/Inspo | UK Christian Songs | Альбом             |
| ---- | -------------------- | ------------------ | ---------------- | ------------------ | ------------------ |
| 2011 | «Not What I Thought» | 46                 | —                | —                  | Not Myself Anymore |
| 2011 | «Fireflies»          | 45                 | —                | —                  | Not Myself Anymore |
| 2012 | «Worship the Lamb»   | —                  | 6                | —                  | Not Myself Anymore |
| 2012 | «Not Myself Anymore» | —                  | —                | 6                  | Not Myself Anymore |